# Castelnau-Valence
Castelnau-Valence ist eine französische Gemeinde im Département Gard in der Region Okzitanien. Sie gehört zum Arrondissement Alès und zum Kanton Alès-3. Nachbargemeinden sind Saint-Maurice-de-Cazevieille im Norden, Collorgues im Nordosten, Saint-Dézéry im Südosten, Moussac im Süden, Brignon im Südwesten und Cruviers-Lascours im Nordwesten.

## Bevölkerungsentwicklung
| Jahr      | 1962 | 1968 | 1975 | 1982 | 1990 | 1999 | 2008 | 2017 |
| --------- | ---- | ---- | ---- | ---- | ---- | ---- | ---- | ---- |
| Einwohner | 247  | 228  | 203  | 256  | 267  | 261  | 354  | 454  |

## Sehenswürdigkeiten

Schloss von Castelnau-Valence

- Schloss von Castelnau-Valence